# Bohumil Stašek
Bohumil Stašek (17. února 1886, Klabava – 8. srpna 1948, Praha) byl český římskokatolický kněz, politik a čelný představitel Československé strany lidové.

## Život
Vystudoval gymnázium v Plzni a Katolickou teologickou fakultu Univerzity Karlovy. Již od svých studentských let a pak i průběhu života přispíval do nejrůznějších novin a časopisů – např. do Nového věku, revue Meditace či Časopisu katolického duchovenstva. Po kněžském svěcení, které přijal 18. července 1908, působil jako kaplan v Rokycanech (podle jiných pramenů v Mýtě) až do roku 1912, kdy se stal na krátkou dobu kaplanem plzeňského arciděkanství a ještě téhož roku byl ustanoven vikaristou na pražském Vyšehradě.
Krátce poté se stává jedním z předních představitelů katolického politického života v Čechách. Během první světové války se zasadil o sloučení dosavadních tří katolických stran v jedinou Spojenou stranu katolickou (v lednu 1919 přejmenovanou na Československou stranu lidovou) a 1. září 1918 se stal jejím ústředním tajemníkem. Téhož dne vydal provolání „Idea svatováclavská a boj o samostatnost českého národa“, jímž se český katolicismus přihlásil k myšlence samostatnosti Československa; v jeho duchu byly 28. září 1918 při svatováclavské pouti slouženy slavnostní bohoslužby za československou samostatnost.
Po založení ČSL v roce 1919 působil jako předseda zemského výkonného výboru v Čechách. V roce 1927 se zasadil o vznik nové mládežnické organizace Mladá generace Československé strany lidové. V roce 1934 založil nakladatelství Vyšehrad.
Od 2. poloviny 20. let se dostával do sporů s Janem Šrámkem, který se týkal směřování ČSL. Stašek prosazoval, aby se strana orientovala pravicovějším a konzervativnějším směrem.
V roce 1936 měl projev v parlamentu, kde prohlásil, že Československá republika je už jediným a posledním státem na světě, ve kterém mají Němci politickou svobodu a zaručená práva. Po vstupu Československé strany lidové do Strany národní jednoty se Stašek stal předsedou kulturní sekce. Staškovou zásluhou byly přeneseny tělesné ostatky básníka Karla Hynka Máchy na vyšehradský hřbitov. Tato událost se v květnu 1939 stala národní manifestací porobené země. Dne 13. srpna 1939 vystoupil na pouti ke sv. Vavřinečku u Domažlic s velmi odvážným protinacistickým kázáním. V září 1939 byl zatčen a do konce války vězněn v koncentračním táboře Dachau, kde oslepl na pravé oko.
Po válce se již kvůli Janu Šrámkovi do aktivní politiky nevrátil. Šrámkova zášť vůči Staškovi byla tak velká, že dokonce nechal stáhnout z tisku vydání Lidové demokracie s přáním ke Staškovým 60. narozeninám.
V roce 1947 se stal vyšehradským proboštem, ale již v roce 1948 zemřel.

## Dílo
- Kázání na pouti u Svatého Vavřinečka, jež proslovil na děkovné národní pouti za osvobození Chodska a české vlasti Msgre Bohumil Stašek. Praha: Bohuslav Rupp, 1945. 31 s.
- Když křižovali český národ. Praha: Atlas, 1946, 133 s.